# 引佐町金指
引佐町金指（いなさちょうかなさし）は静岡県浜松市浜名区の大字。住居表示未実施。

## 地理
浜松市浜名区の中西部、引佐地区の南部に位置する。細江町三和・引佐町井伊谷・引佐町三岳と接する。

## 歴史

### 沿革
- 1876年（明治9年） - 引佐郡金指村が周辺の村と合併して三和村となる[書籍 1]。
- 1889年（明治22年）4月1日 - 町村制の施行により、三和村の旧金指村地区を分割し、引佐郡金指町となる[WEB 7]。大字名に変更なし[WEB 8]。
- 1951年（昭和26年）1月1日 - 中川村大字三和との間で境界変更を実施する。
- 1953年（昭和28年）4月1日 - 金指町が井伊谷村に編入される。井伊谷村は同日町制施行して引佐町とする。大字名を三和から金指に変更する。
- 1955年（昭和30年）7月1日 – 引佐町が周辺の村と新設合併を行い、改めて引佐町となる。
- 2005年（平成17年）7月1日 – 引佐町外10市町村が浜松市に編入される。大字金指から引佐町金指へ住所表記が変更となる。
- 2007年（平成19年）4月1日 - 浜松市が政令指定都市となる。引佐町金指は北区の一部となる。
- 2024年（令和6年）1月1日 - 浜松市の行政区再編により、引佐町金指は浜名区の一部となる。

## 施設
- 浜松市立金指幼稚園
- 浜松市立金指小学校
- 静岡県立浜松湖北高等学校
- 日本赤十字社引佐赤十字病院
- 引佐郵便局
- バロー引佐店
- 杏林堂薬局引佐店
- ローソン浜松引佐金指店
- 浜松市営金指団地

## 交通

### 鉄道
- 天竜浜名湖鉄道線：（新所原 方面 - ）金指（ - 掛川 方面）

### バス
- 遠鉄バス
  - 43引佐線：（浜松駅 方面 - ）金指 - 浜松湖北高校 - 金指西（ - 気賀駅前方面）
  - 45奥山線：（浜松駅 方面 - ）金指 - 浜松湖北高校 - 金指北（ - 奥山 方面）
- 浜松市引佐地域バス（いなさみどりバス）
  - つつじ線（事前予約制、浜松市立引佐北部小中学校開校日のみ運行）：金指 - 浜松湖北高校 - 金指北（ - 引佐北部小中学校 方面）
  - なおとら線（事前予約制、月・水・金・土曜のみ運行（祝日・振替休日・年末年始は運休））

### 道路
- 国道257号
- 国道362号

## その他

### 学区
小学校・中学校の学区は以下の通りである。
- 浜松市立金指小学校
- 浜松市立引佐南部中学校

### 警察
警察の管轄区域は以下の通りである。
| 番・番地等 | 警察署     | 交番・駐在所 |
| ---------- | ---------- | ------------ |
| 全域       | 細江警察署 | 引佐町交番   |

### 消防
消防の管轄区域は以下の通りである。
| 番・番地等 | 消防署   | 本署/出張所 |
| ---------- | -------- | ----------- |
| 全域       | 北消防署 | 引佐出張所  |

### 書籍
1. ↑  『引佐町史 下巻』引佐町、1993年3月31日、161頁。

### WEB
1. ↑  “h02_22.csv”.   総務省 (2022年2月10日). 2024年8月18日閲覧。
2. ↑  “静岡県浜松市北区引佐町金指 (221350200)｜国勢調査町丁・字等別境界データセット”.   人文学オープンデータ共同利用センター. 2024年10月22日閲覧。
3. ↑  “静岡県 浜松市浜名区 引佐町金指の郵便番号 - 日本郵便”.   日本郵便. 2024年8月18日閲覧。
4. ↑  “市外局番の一覧”.   総務省 (2022年3月1日). 2024年8月18日閲覧。
5. ↑  “事業所案内及び管轄地域（事務所3件、分室3件）”.   一般社団法人静岡県自動車会議所. 2024年8月18日閲覧。
6. ↑  “住居表示実施状況／浜松市”.   浜松市 (2024年1月4日). 2024年8月18日閲覧。
7. ↑  “historyofcities.pdf”.   静岡県総務部合併推進室・財団法人静岡県市町村振興協会. 2024年10月15日閲覧。
8. ↑  “解説ページ”.   株式会社エア. 2024年10月15日閲覧。
9. ↑  “学校名から探す／浜松市”.   浜松市 (2024年1月1日). 2024年8月18日閲覧。
10. ↑  “引佐町交番｜静岡県警察”.   静岡県警察 (2024年1月1日). 2024年8月18日閲覧。
11. ↑  “消防署の町別管轄「い」／浜松市”.   浜松市 (2020年3月25日). 2024年8月18日閲覧。